# Mephedron
Mephedron, auch bekannt unter 4-Methylmethcathinon (4-MMC), ist eine psychoaktive Substanz und gehört innerhalb der Gruppe der Amphetamine zu den Cathinon-Derivaten. Bei der Einnahme durch den Menschen wirkt es stimulierend und stark entaktogen. Mephedron war ein Hauptbestandteil der sogenannten Badesalzdrogen oder Legal Highs.
Szenenamen sind ferner Bubbles, M-CAT, Meow (engl. Miau), Mephe, Mephi, Meph (ausgesprochen: Mef), MMC Hammer (in Anlehnung an MC Hammer), elMefti oder Magic.

## Geschichte
Die Substanz wurde nach einigen Darstellungen von dem Chemiker Dr. Zee 2003 wiederentdeckt, nachdem die Substanz bereits 1929 synthetisiert wurde. Die Droge wurde in einem der frühen Produkte der in Israel ansässigen Firma Neorganics verwendet. Neorganics stellte die Produktion ein, nachdem Mephedron im Januar 2008 von der israelischen Regierung für illegal erklärt wurde.
In den USA wurde es unter der irreführenden Bezeichnung bath salts (Badesalze) – legal, weil mit dem Hinweis „nicht zum Verzehr geeignet“ versehen – z. B. in Supermärkten und an Tankstellen verkauft.
Seit 2008 deuten Beiträge in deutschsprachigen Onlineforen darauf hin, dass die Substanz auch in Mitteleuropa konsumiert wird. Mephedron wurde über Internetseiten aus dem englischsprachigen Raum als „Pflanzendünger“ oder „Badesalz“ vertrieben. Im März 2008 wurde Mephedron von mehreren nationalen Behörden an die Europäische Beobachtungsstelle für Drogen und Drogensucht EMCDDA gemeldet.
Im Juli 2008 gab es Berichte, dass als ‚Ecstasy‘ verkaufte Tabletten in Australien Mephedron und Ethylcathinon enthalten haben sollen. Im November 2008 nannte Susie Davies von der toxikologischen Abteilung der St.George’s University in London den Mephedron-Konsum einen der aktuellen Drogentrends in Großbritannien. Im Juli 2009 berichtet die Drogenbehörde der USA (DEA) über das Erscheinen von Mephedron in Oregon.

## Konsumformen
Mephedron erscheint entweder als weißes fein- bis grobkristallines Pulver, als gepresste Tablette oder in Kapselform. Somit wird Mephedron üblicherweise intranasal oder peroral konsumiert. Intravenöser oder rektaler Konsum ist ebenfalls möglich, wenn auch seltener.
Die verschiedenen Konsumformen unterscheiden sich in Hinsicht auf Dosierung, Zeit bis zum Wirkungseintritt und Wirkungsdauer.
Simultaner Konsum mit anderen Stoffen ist zwar möglich, verstärkt jedoch auch die Nebenwirkungen beider Stoffe.
Wechselwirkungen mit einigen Stoffen, beispielsweise MAOI, können ein Serotoninsyndrom herbeiführen.

## Wirkungen
Mephedron ist nasal, oral, intravenös und rektal wirksam. Die Wirkung hält eine bis fünf Stunden an.
Mephedron bewirkt Euphorie, gesteigerte Aufmerksamkeit, Wachheit, Appetithemmung, erhöhtes Redebedürfnis und Offenheit, Mobilisierung von Kraftreserven, Verringerung des Schlafbedürfnisses, Reizung des oberen Rachenbereiches und einhergehende leichte Halsschmerzen, Mundtrockenheit einhergehend mit Belag auf der Zunge.
Ebenfalls können Substanzverlangen, gestörtes Kurzzeitgedächtnis, Konzentrationsschwierigkeiten, erhöhte Herzfrequenz, oft bis hin zu Herzrasen, Gefühle von Angst und Niedergeschlagenheit, starkes Schwitzen, erweiterte Pupillen, Müdigkeit und Trägheit, veränderte Wahrnehmung, Schlaflosigkeit und unklare Erinnerungen in der Zeit der Drogenwirkung auftreten. Nach nasalem Konsum können Brennen und Schmerzen in der Nase auftreten. Die Schmerzen können bis zum nächsten Tag anhalten; auch eine Schädigung der Nasenscheidewand und im Extremfall ihre Durchlöcherung können bei häufigem Gebrauch auftreten. Der Hautkontakt kann zu Reizungen und Verätzungen der Haut führen. Des Weiteren berichten Konsumenten mit langem und starkem Konsum der Droge von Schmerzen in der Nierengegend.
Da die Substanz noch nicht sehr lange im Umlauf ist und konsumiert wird, gibt es noch keine Erkenntnisse über ihre Langzeitwirkungen auf den Menschen. Im März 2010 starben in Großbritannien zwei junge Männer nach Einnahme einer Drogenmischung, die neben Mephedron auch Alkohol und Methadon enthielt.

## Analytik
Die zuverlässige qualitative und quantitative Bestimmung von Mephedron gelingt nach adäquater Probenvorbereitung durch Kopplung der HPLC mit der Massenspektrometrie. Als Untersuchungsmaterial kommen in Frage: Blut und Urin, Speichel, Finger-/Fußnägel oder Haare und Abwasserproben. Auch Fingerabdrücke eignen sich zur qualitativen Analyse. Auch die Gaschromatographie mit Massenspektrometrie-Kopplung eignet sich zur qualitativen und quantitativen Bestimmung von Mephedron in Blut- und Urinproben.

## Rechtslage
- Dänemark: Dänemarks Gesundheitsminister Jakob Axel Nielsen verbot „Mephedron“, „Flephedron“ und Ethylkathinon am 18. Dezember 2008.[25]
- Finnland: Zum 23. Februar 2011 wurde Mephedron in Finnland als Betäubungsmittel eingestuft.[26] Bis dahin unterlag Mephedron seit September 2008 den Regelungen des nationalen Arzneimittelgesetzes: Handel und Inverkehrbringen waren nur mit Lizenz möglich, die Abgabe erforderte eine Verschreibung.
- Israel: Im Dezember 2007 wurde 4-methylmethcathinon in Israel der Liste kontrollierter Substanzen hinzugefügt. Besitz und Weitergabe sind dadurch illegal.[27]
- Norwegen: Die „Verordnung über Drogen“ erfasst nicht nur Einzelstoffe, sondern auch ganze Substanzgruppen, unter anderem Methcathinon.[28] Herstellung, Handel, Besitz und Gebrauch sind untersagt.
- Schweden: In Schweden wurde Mephedron als eine Gesundheitsgefahr („hälsofarlig vara“) eingestuft und am 15. Dezember 2008 verboten, wodurch der Verkauf illegal wurde. Am 15. Juni 2009 wurde es zum Betäubungsmittel erklärt.[29]
- USA: 4-Methylmethcathinon wurde in den USA im September 2011 per „emergency scheduling“ temporär in die „Schedule I“-Liste aufgenommen; Handel und Besitz sind somit strafbar.[30]
- Großbritannien: Mephedron/4MMC ist seit dem 16. April 2010 verboten, Handel und Besitz sind strafbar.[31]
- Deutschland: Mephedron/4-MMC ist seit dem 22. Januar 2010 als nicht verkehrsfähiges Betäubungsmittel eingestuft (Anlage I des Betäubungsmittelgesetzes).[32]
- Schweiz: Mephedron ist durch das Inkrafttreten der revidierten Betäubungsmittelverordnung von Swissmedic[33] seit dem 1. Dezember 2010 dem Betäubungsmittelgesetz[34] unterstellt und somit seit diesem Zeitpunkt illegal. Einfuhr, Besitz, Vertrieb etc. werden nach dem Betäubungsmittelgesetz geahndet.
- Italien: Mephedron/4-MMC wurde mit einem ministerialen Dekret am 16. Juni 2010 illegalisiert.[35]
- Österreich: Mephedron/4-MMC ist in Österreich seit dem 21. August 2010 verboten.[36]
- Polen: Mephedron ist in Polen seit dem 25. August 2010 verboten.[37]

Auch in weiteren europäischen Ländern wie Belgien, Estland, Irland, Frankreich, Litauen, Rumänien und Kroatien ist Mephedron gemäß dem Drogengesetz oder entsprechenden Rechtsvorschriften kontrolliert.
Am 3. Dezember 2010 haben die EU-Justizminister beschlossen, Mephedron EU-weit verbieten zu lassen.